# Morlaye Cissé
Morlaye Cissé (Conakry, 19 dicembre 1983) è un ex calciatore guineano, di ruolo difensore.